# Pristiapogon taeniopterus
Apogon à nageoires rayées
Espèce
Synonymes
- Amia taeniopterus (Bennett, 1836)[1]
- Apogon menesemops Lachner, 1953[1]
- Apogon taeniopterus Bennett, 1836[1]

Pristiapogon taeniopterus, communément appelé Apogon à nageoires rayées, est une espèce de poissons marins de la famille des Apogonidae.

## Systématique
L'espèce Pristiapogon taeniopterus a été initialement décrite en 1836 par le zoologiste britannique Edward Turner Bennett (1797-1836) sous le protonyme d’Apogon taeniopterus,.

## Répartition, habitat
Pristiapogon taeniopterus se rencontre dans les récifs coralliens dans le bassin Indo-Pacifique, depuis l'île Maurice jusqu'à la Nouvelle-Calédonie et les îles Cook. Cette espèce est présente entre 1 et 42 m de profondeur mais plus fréquemment entre 1 et 9 m.

## Description
Pristiapogon taeniopterus peut mesurer jusqu'à 196 mm.

## Étymologie
Son épithète spécifique, taeniopterus, du latin tænia, « bandelette », et pterus, « nageoire », fait référence aux marques noires présentes sur les bords supérieur et inférieur de sa caudale.

## Publication originale
- (en) E. T. Bennett, « Specimens were exhibited of various fishes, forming part of a collection from Mauritius, presented to the Society by M. Julien Desjardins... », Proceedings of the Zoological Society of London, Londres, ZSL, vol. 1835, no 3,‎ 3 avril 1836, p. 206-208 (ISSN 0370-2774, OCLC 1779524, BNF 32843178, lire en ligne).